# Champ de Mars (métro de Paris)
Ne doit pas être confondu avec Gare du Champ de Mars - Tour Eiffel.
Pour les articles homonymes, voir Champ de Mars.
Champ de Mars est une station abandonnée de la ligne 8 du métro de Paris, entre les stations La Motte-Picquet - Grenelle et École Militaire. Elle est située dans le 7e arrondissement de Paris, au sud-est du jardin public du Champ-de-Mars.

## La station

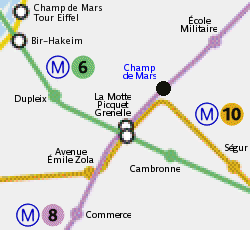
Localisation.

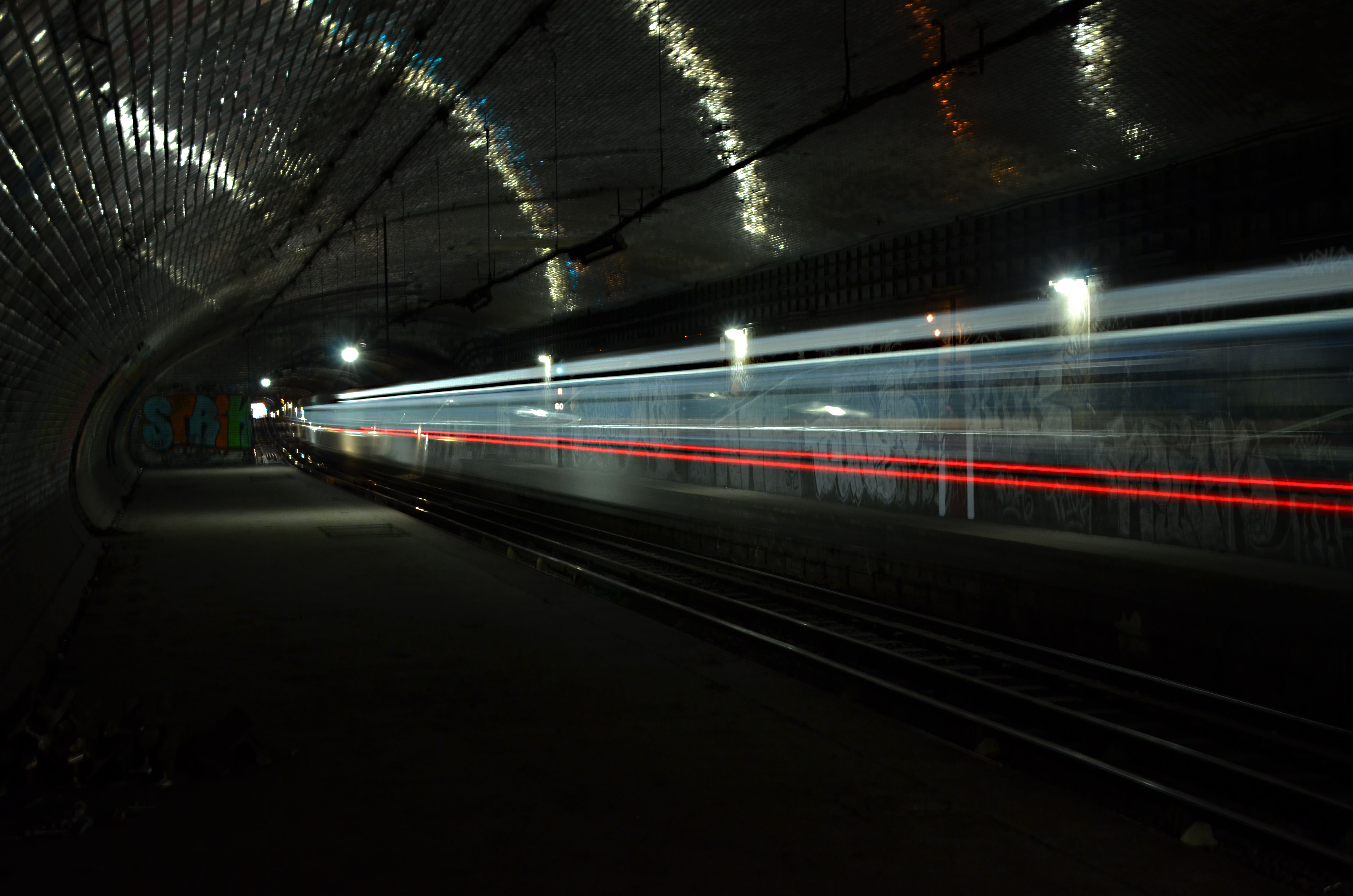
Quais de la station.

La station est ouverte en 1913. Au début de la Seconde Guerre mondiale, le gouvernement met en application un plan, prévoyant un service réduit sur le réseau métropolitain. Seules 85 stations demeurent ouvertes à l'exploitation. La plupart rouvrent dans les années qui suivent, mais quelques-unes, comme Champ de Mars, considérées comme peu fréquentées et donc peu rentables, restent fermées depuis le 2 septembre 1939.
Vingt ans plus tard, le plan officiel du réseau RATP au début des années 1960 mentionne encore la présence de cette station, tout comme celles de Croix-Rouge, Arsenal, Saint-Martin et Cluny, fermées elles aussi. Sur celui des années 1970, la station Champ de Mars n'y figure plus, comme les autres citées précédemment. À la suite de sa réouverture en 1988, Cluny est réapparue sur le plan.
Elle avait à l'origine deux accès, l'un a été condamné et l'autre a été transformé en ventilateur.
Une gare de la ligne C du RER, située au nord-ouest du jardin public du Champ-de-Mars, porte aujourd'hui le nom de Champ de Mars – Tour Eiffel, en correspondance avec la station de métro Bir-Hakeim de la ligne 6.

## Réutilisation littéraire
Dans sa nouvelle Le Prince blessé (1974), René Barjavel y situe les représentations théâtrales fugitives d'un créateur d'avant-garde, Brrojislav, qui y fait jouer l'héroïne du récit, Pauline.